# 조너선 로
조너선 데이비드 헨리 로(영어: Jonathan David Henry Rowe, 2003년 4월 30일~)는 잉글랜드의 축구 선수로 포지션은 윙어이다. 존 로(영어: Jon Rowe)로도 불리며 현재 리그 1의 올랭피크 드 마르세유에서 활동하고 있다.

## 구단 경력

### 노리치 시티
로는 2014년 노리치 시티 FC의 청소년부에 입단했고 2021년 10월 20일 노리치 시티와 첫 번째 프로 선수 계약을 체결했다. 그는 노리치 시티 U-23에서 활동하면서 2021년 12월 프리미어리그2 이달의 선수에 지명되었다.
로는 2021년 12월 28일, 2021-22시즌 프리미어리그에서 노리치 시티가 크리스털 팰리스 FC에 3대 0으로 패배한 경기에서 68분 흐리스토스 졸리스와 교체되어 경기에 투입되면서 프로 선수 데뷔전을 가졌다.
로는 2023-24시즌 초반부에 EFL 챔피언십과 EFL컵 5경기에 출전해 5득점을 기록하며 제2차 세계 대전 이후 시즌의 첫 5경기에서 모두 득점을 기록한 첫 번째 노리치 시티 소속 선수가 되었고 2023년 8월 EFL 이달의 신인으로 선정되었다. 그는 2024년 1월 11일 헐 시티 AFC를 상대로 득점을 기록했고 이 득점은 2024년 1월 EFL 챔피언십 이달의 득점으로 선정되었다.
로는 아치 그레이, 조던 제임스와 함께 2024년 EFL 연례상 EFL 챔피언십 시즌의 신인 부문 후보로 선정되었다.

### 올랭피크 드 마르세유
2024년 8월 23일, 로는 노리치 시티에서 올랭피크 드 마르세유로 임대를 갔고 마르세유와 의무이적 조항이 있는 임대 계약을 체결했다. 그는 등번호로 17번을 받았다.

## 국가대표팀 경력
2023년 10월, 로는 세르비아 U-21 축구 국가대표팀과 우크라이나 U-21 축구 국가대표팀과의 2025년 UEFA U-21 축구 선수권 대회 예선전에 참가하는 잉글랜드 U-21 축구 국가대표팀에 소집되었다. 그는 10월 12일 세르비아 U-21 대표팀과의 경기에서 69분 리엄 델랍과 교체되어 경기에 투입되며 잉글랜드 U-21 대표팀 데뷔전을 가졌고 데뷔전에서 데뷔골을 기록하며 대표팀의 9대 1 승리에 기여했다.

## 수상 내역
개인
- EFL 이달의 신인: 2023년 8월[4]